# Himne de les Fogueres d'Alacant
L'Himne de les Fogueres d'Alacant és l'himne oficial de les Fogueres de Sant Joan de la ciutat d'Alacant. És una obra musical de Luis Torregrosa García, fundador i director de la banda municipal d'Alacant, que va voler compondre un pasdoble propi per a les festes que originalment titulà Les Fogueres de Sant Chuan ("Les Fogueres de Sant Joan"). Va ser interpretada per primera vegada en 1929, sense ser encara l'himne oficial, i es va dedicar a la patrona de la ciutat, la Mare de Déu del Remei. La lletra original, en valencià, és obra del periodista Josep Ferrándiz. La melodia va tenir bona acollida popular i Torregrosa va proposar que es quedara com a himne per als anys posteriors, José María Py, que en aquell moment presidia la Comissió Gestora de les Fogueres, va acceptar la proposta.
El 1995 va ser declarat himne oficial a l'aprovar-se un nou Reglament de Fogueres.

L'himne és conegut popularment com "A la Llum de les Fogueres" i moltes vegades només interpretat el darrer vers.

## Lletra de la versió original
| « | Ja s'alcen les flames, camí del cel i ronquen les traques al seu content: com si foren estrelles del firmament esclaten les bombes formant dosser. En la festa del foc, la més radiant nascuda del poble, que sap "gojar", decidits volen tots, sense dubtar, fer d'Alacant una ciutat triomfant. En la nit de Sant Joan quan se tiren trons i trons, d'eixos ben grossos i bons, de les dotze en avant, i se pinta el cel de roig, el que ronda una fadrina, te que dur-li, si és galant, la seua coca amb tonyina. Tres pardalets, una moneta, d'eixos que van en bicicleta. Xiquets, ploreu, que pardalets tindreu! Veniu, xiquets, i cantem la "fermosura" d'Alacant, la que és ja com tots sabem, "Millor terra de Llevant". En la mar mansa i lluentosa que abaniquen les palmeres, i a la llum de les Fogueres que és la festa més fermosa, i en un singular encant diu al vent: Visca Alacant! Visca Alacant!! Visca Alacant!!! | » |